# Audi Type G
De Audi Type G is een personenwagen uit de compacte middenklasse die van 1914 tot 1923 geproduceerd werd door de Duitse autobouwer Audiwerke AG Zwickau. Het was de kleinste vooroorlogse auto van Audi.
Sinds zijn oprichting in 1910 had Audi een reeks modellen uitgebracht die qua structuur en uiterlijk sterk op elkaar geleken en gekenmerkt werden door steeds toenemende prestaties, gaande van 22 pk voor de Type A tot 55 pk voor de Type E. Dit werd bereikt door de cilinderinhoud van de viercilindermotor steeds opnieuw te vergroten tot uiteindelijk wel 5,7 liter.
In 1914 zette Audi met de Type G een belangrijke stap voorwaarts: De wagen werd uitgerust met een nieuw ontwikkelde 2,1-liter vier-in-lijn kop/zijklepmotor die 22 pk ontwikkelde. Deze motor werd gemonteerd op een technisch grotendeels identiek maar kleiner en lichter chassis. Tot het begin van de jaren twintig zou dit motorblok de modernste aandrijving blijven die Audi te bieden had.
Het motorvermogen van de 2,1-liter motor werd via een handgeschakelde vierversnellingsbak en een cardanas overgebracht op de achterwielen. De Type G maakte gebruik van een ladderchassis en twee starre assen met bladveren. De wagen was beschikbaar als sportieve tweezitter.
Er werden in totaal 1122 exemplaren geproduceerd. Dit maakte de Type G het meest gebouwde model van Audi voordat het merk in 1932 opgenomen werd in Auto-Union. Volgens bepaalde bronnen zou er nog slechts één exemplaar bestaan.